# Diocesi di Sigüenza-Guadalajara

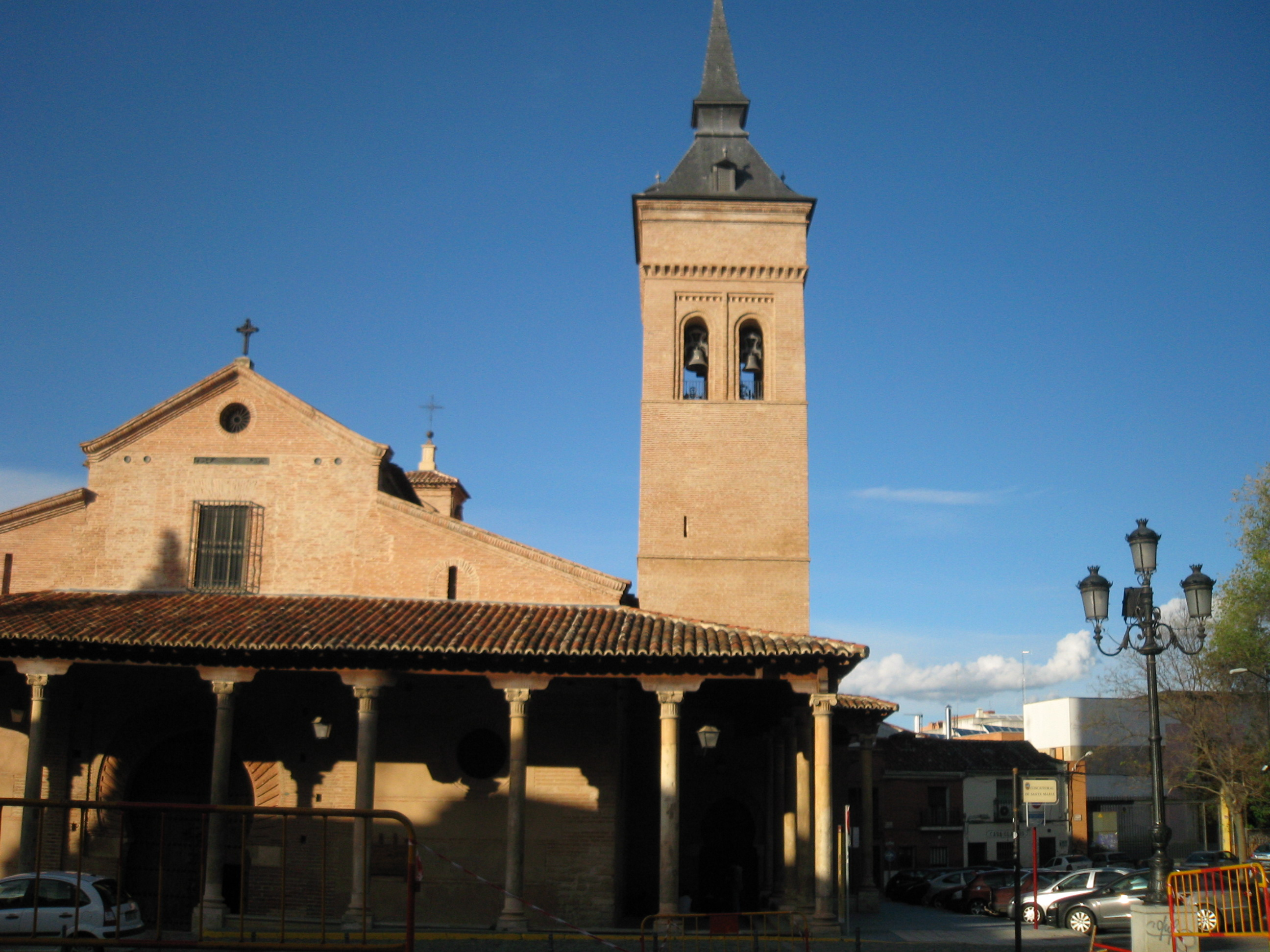
Concattedrale di Santa Maria a Guadalajara

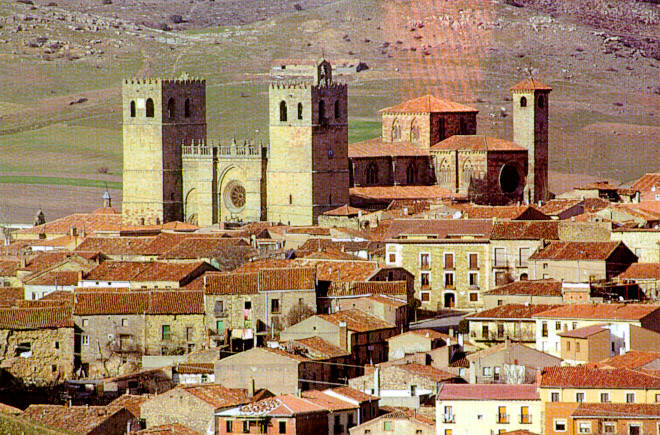
Cattedrale di Santa Maria, a Sigüenza

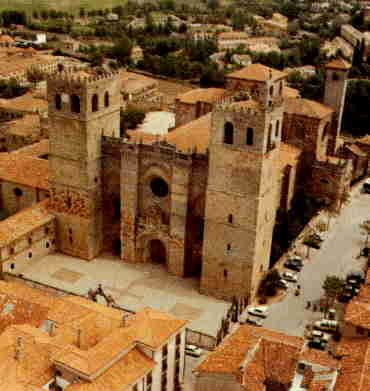
Vista della cattedrale di Santa Maria, a Sigüenza

La diocesi di Sigüenza-Guadalajara (in latino Dioecesis Seguntina-Guadalaiarensis) è una sede della Chiesa cattolica in Spagna suffraganea dell'arcidiocesi di Toledo. Nel 2022 contava 239.427 battezzati su 265.588 abitanti. È retta dal vescovo Julián Ruiz Martorell.

## Territorio
La diocesi corrisponde alla provincia di Guadalajara, facente parte della comunità autonoma di Castiglia-La Mancia.
Sede vescovile è la città di Sigüenza, dove si trova la cattedrale di Santa Maria. A Guadalajara si trova la concattedrale di Santa Maria.
Il territorio si estende su 12.190 km² ed è suddiviso in 469 parrocchie.

## Storia
La diocesi di Sigüenza fu eretta prima del 589, anno in cui il primo vescovo noto, Protogene, prese parte al III Concilio di Toledo. Alcuni storici ritengono che la diocesi risalga al IV secolo.
Sigüenza rimase dal VII all'XI secolo sotto la dominazione musulmana, durante la quale si interruppe la continuità nella successione dei vescovi, fino al 1121.
Il 20 maggio, il 2 settembre e il 22 novembre 1955, con tre distinti decreti della Congregazione Concistoriale, furono rivisti i confini della diocesi per farli coincidere con quelli della provincia civile, in applicazione del concordato tra la Santa Sede e il governo spagnolo del 1953. La diocesi di Sigüenza perse 10 arcipresbiterati a favore delle diocesi di Tarazona, di Osma (oggi diocesi di Osma-Soria) e di Segovia; e acquisì tutte le parrocchie della provincia di Guadalajara che fino a quel momento erano appartenute alle sedi di Toledo, di Cuenca e di Teruel.
Il 9 marzo 1959 ha assunto la denominazione attuale in forza della bolla Cum laetissimo animo di papa Giovanni XXIII.
Il 29 maggio 1962, con la lettera apostolica Augustae Dei Genetricis, lo stesso papa Giovanni XXIII ha proclamato la Beata Maria Vergine Assunta in Cielo patrona principale della diocesi.

## Cronotassi dei vescovi
Si omettono i periodi di sede vacante non superiori ai 2 anni o non storicamente accertati.
- Protógenes † (prima del 589 - dopo il 610)
- Hildisclo † (prima del 633 - dopo il 638)
- Widerico † (prima del 646 - dopo il 656)
- Égica † (menzionato nel 675)
- Ella † (prima del 681 - dopo il 684)
- Gunderico † (prima del 688 - dopo il 693)
- Sisemundo † (menzionato nell'840)
- Bernardo de Agén † (1121 - 1152 deceduto)
- Pedro de Leucata † (1152 - 1156)
- Cerebruno † (1156 - 1166 nominato arcivescovo di Toledo)
- Joscelmo Adelida † (1168 - 1177)
- Arderico † (1178 - 1184 nominato vescovo di Palencia)
- Gonzalo † (circa 1184)
- Martín López de Pisuerga † (1186 - 1191 nominato arcivescovo di Toledo)
- San Martín de Finojosa † (1191 - circa 1192 dimesso)
- Rodrigo † (1192 - 1221)
- Lope † (prima del 7 dicembre 1221 - 1237)
- Fernando † (prima del 20 giugno 1239 - 1250)
- Pedro II † (20 febbraio 1251 - 1259)
- Andrés † (1262 - 1268)
- Lope Díaz de Haro † (prima del 27 settembre 1269 - 1271)
  - Sede vacante (1271-1275)
- Martín Gómez † (20 maggio 1275 - ? deceduto)
- Gonzalo II † (circa 1279 - ? deceduto)
- García Martínez † (29 settembre 1288 - 1299 o 1300 deceduto)
- Juan † (3 giugno 1300 - ?)
- Simón Girón de Cisneros † (1301 - 1326 deceduto)
- Arnaldo † (17 novembre 1326 - 1328 deceduto)
- Alonso Pérez de Zamora, O.P. † (23 gennaio 1329 - 1340)
- Blasco Dávila † (1340 - 1341 deceduto)
- Pedro III † (1341 - 18 luglio 1342 nominato vescovo di Palencia)
- Gonzalo Aguilar Hinojosa † (18 luglio 1342 - 14 agosto 1348 nominato arcivescovo di Santiago di Compostela)
- Pedro Gómez Barroso † (14 agosto 1348 - 25 agosto 1358 nominato vescovo di Coimbra)
- Juan Lucronio † (5 ottobre 1358 - 18 giugno 1361 nominato vescovo di Burgos)
- Juan Abad de Salas † (18 giugno 1361 - 1375 deceduto)
- Juan García Manrique † (5 ottobre 1375 - 20 agosto 1381 nominato vescovo di Burgos)
- Juan de Castromocho † (20 agosto 1381 - 29 ottobre 1382 nominato vescovo di Palencia)
- Lope Rodrigo de Villalobos † (29 ottobre 1382 - 21 giugno 1386 deceduto)
- Guillermo García Manrique † (15 luglio 1388 - 22 dicembre 1389 nominato vescovo di Oviedo)
- Juan de Serrano † (22 dicembre 1389 - 24 febbraio 1402 deceduto)
- Juan de Illescas † (30 luglio 1403 - 15 novembre 1415 deceduto)
- Juan González Grajal † (6 dicembre 1415 - 1416 deceduto)
- Alfonso de Argüello, O.F.M. † (7 giugno 1417 - 7 giugno 1419 nominato arcivescovo di Saragozza)
- Pedro Fonseca † (6 giugno 1419 - 22 agosto 1422 deceduto)
  - Alfonso Carrillo de Albornoz † (17 settembre 1422 - 14 marzo 1434 deceduto) (amministratore apostolico)
  - Alfonso Carrillo de Acuña † (6 luglio 1435 - 9 maggio 1440 nominato vescovo) (amministratore apostolico)
- Alfonso Carrillo de Acuña † (9 maggio 1440 - 10 agosto 1446 nominato arcivescovo di Toledo)
- Gonzalo de Santa María † (10 agosto 1446 - 12 dicembre 1448 deceduto)
- Fernando de Luján † (17 marzo 1449 - 1465 deceduto)
- Juan de Mella † (20 maggio 1465 - 13 ottobre 1467 deceduto)
- Pedro González de Mendoza † (30 ottobre 1467 - 11 gennaio 1495 deceduto)
- Bernardino López de Carvajal y Sande † (20 febbraio 1495 - 29 ottobre 1511 deposto)
- Fadrique de Portugal Noreña, O.S.B. † (29 ottobre 1511 - 27 giugno 1513 dimesso)
- Bernardino López de Carvajal y Sande † (27 giugno 1513 - 1519 dimesso) (per la seconda volta)
- Fadrique de Portugal Noreña, O.S.B. † (20 giugno 1519 - 23 febbraio 1532 nominato arcivescovo di Saragozza) (per la seconda volta)
- Juan García Loaysa, O.P. † (23 febbraio 1532 - 21 maggio 1539 nominato arcivescovo di Siviglia)
- Fernando Valdés † (29 ottobre 1539 - 27 agosto 1546 nominato arcivescovo di Siviglia)
  - Fernando Niño de Guevara † (8 ottobre 1546 - 1552 deceduto) (amministratore apostolico)
- Pedro Pacheco Ladrón de Guevara † (30 aprile 1554 - 5 marzo 1560 deceduto)
- Francisco Manrique de Lara † (26 giugno 1560 - 11 novembre 1561 deceduto)
- Pedro de la Gasca † (2 giugno 1561 - 20 novembre 1567 deceduto)
- Diego Espinosa Arévalo † (5 luglio 1568 - 5 settembre 1572 deceduto)
- Juan Manuel de la Cerda † (4 giugno 1574 - 30 gennaio 1579 dimesso)
- Lorenzo Figueroa Córdoba, O.P. † (26 giugno 1579 - 20 gennaio 1605 deceduto)
- Mateo Burgos Moraleja, O.F.M. † (16 gennaio 1606 - 24 gennaio 1611 deceduto)
- Antonio Benegas Figueroa † (10 ottobre 1610 - 6 ottobre 1614 deceduto)
- Sancho Dávila Toledo † (20 luglio 1615 - 11 luglio 1622 nominato vescovo di Plasencia)
- Francisco López de Mendoza † (8 agosto 1622 - 1º marzo 1623 deceduto)
- Pedro González de Mendoza, O.F.M. † (2 ottobre 1623 - 23 luglio 1639 deceduto)
- Fernando de Andrade y Sotomayor † (10 settembre 1640 - 20 marzo 1645 nominato arcivescovo di Santiago di Compostela)
- Pedro Tapia, O.P. † (24 aprile 1645 - 23 agosto 1649 nominato vescovo di Cordova)
- Bartolomé Santos de Risoba † (9 dicembre 1649 - 8 febbraio 1657 deceduto)
- Antonio Sarmiento de Luna y Enríquez † (9 luglio 1657 - 28 agosto 1661 deceduto)
- Andrés Bravo de Salamanca † (13 marzo 1662 - 28 agosto 1668 deceduto)
- Frutos Bernardo Patón de Ayala † (4 febbraio 1669 - 28 novembre 1671 deceduto)
- Pedro de Godoy, O.P. † (16 maggio 1672 - 25 gennaio 1677 deceduto)
- Tomás Carbonell, O.P. † (12 luglio 1677 - 5 aprile 1692 deceduto)
- Juan Grande Santos de San Pedro † (15 ottobre 1692 - 14 settembre 1697 deceduto)[5]
- Francisco Álvarez de Quiñones † (15 settembre 1698 - 22 settembre 1710 deceduto)
  - Sede vacante (1710-1714)
- Francisco Rodríguez Mendarozqueta y Zárate † (16 aprile 1714 - 26 febbraio 1722 deceduto)
- Juan Herrera † (7 ottobre 1722 - 8 giugno 1726 deceduto)
- José García Fernández, O.F.M. † (9 dicembre 1726 - 9 ottobre 1749 deceduto)
- Francisco Díaz Santos y Bullón † (25 maggio 1750 - 17 agosto 1761 nominato arcivescovo di Burgos)
- José Patricio de la Cuesta Velarde † (17 agosto 1761 - 7 giugno 1768 deceduto)
- Francisco Javier Delgado Venegas † (19 dicembre 1768 - 20 maggio 1776 nominato arcivescovo di Siviglia)
- Juan Díaz de La Guerra † (23 giugno 1777 - 29 settembre 1800 deceduto)
- Pedro Inocencio Bejarano † (23 febbraio 1801 - 13 dicembre 1818 deceduto)
- Manuel Fraile García † (29 marzo 1819 - 1º gennaio 1837 deceduto)
  - Sede vacante (1837-1847)
- Joaquín Fernández Cortina † (4 ottobre 1847 - 31 marzo 1854 deceduto)
  - Sede vacante (1854-1857)
- Francisco de Paula Benavides y Navarrete, O.S.Iacobi † (21 dicembre 1857 - 21 giugno 1875 dimesso[6])
- Manuel Gómez-Salazar y Lucio-Villegas † (17 settembre 1875 - 31 dicembre 1878 nominato vescovo di Malaga)
- Antonio Ochoa y Arenas † (28 febbraio 1879 - 18 febbraio 1896 deceduto)
- José María Caparrós y López † (25 giugno 1896 - 27 gennaio 1897 deceduto)
- Toribio Minguella y Arnedo, O.A.R. † (24 marzo 1898 - 22 agosto 1916 dimesso[7])
- Eustaquio Nieto y Martín † (22 agosto 1916 - 27 luglio 1936 deceduto)
  - Sede vacante (1936-1944)
- Luis Alonso Muñoyerro † (29 marzo 1944 - 12 dicembre 1950 nominato vicario castrense per la Spagna)
- Pablo Gúrpide Beope † (3 gennaio 1951 - 19 dicembre 1955 nominato vescovo di Bilbao)
- Lorenzo Bereciartúa y Balerdi † (19 dicembre 1955 - 6 agosto 1963 nominato vescovo di San Sebastián)
- Laureano Castán Lacoma † (7 febbraio 1964 - 25 luglio 1980 dimesso)
- Jesús Pla Gandía † (16 aprile 1981 - 11 settembre 1991 ritirato)
- José Sánchez González (11 settembre 1991 - 2 febbraio 2011 ritirato)
- Atilano Rodríguez Martínez (2 febbraio 2011 - 31 ottobre 2023 ritirato)
- Julián Ruiz Martorell, dal 31 ottobre 2023

## Statistiche
La diocesi nel 2022 su una popolazione di 265.588 persone contava 239.427 battezzati, corrispondenti al 90,1% del totale.
| anno | popolazione | popolazione | popolazione | presbiteri | presbiteri | presbiteri | presbiteri                | diaconi | religiosi | religiosi | parrocchie |
| anno | battezzati  | totale      | %           | numero     | secolari   | regolari   | battezzati per presbitero | diaconi | uomini    | donne     | parrocchie |
| ---- | ----------- | ----------- | ----------- | ---------- | ---------- | ---------- | ------------------------- | ------- | --------- | --------- | ---------- |
| 1950 | 175.000     | 175.000     | 100,0       | 263        | 230        | 33         | 665                       |         | 35        | 380       | 476        |
| 1970 | 156.615     | 156.515     | 100,1       | 281        | 247        | 34         | 557                       |         | 189       | 511       | 420        |
| 1980 | 144.000     | 145.300     | 99,1        | 256        | 220        | 36         | 562                       |         | 118       | 515       | 420        |
| 1990 | 147.790     | 148.117     | 99,8        | 272        | 232        | 40         | 543                       |         | 71        | 442       | 426        |
| 1999 | 156.170     | 158.412     | 98,6        | 263        | 227        | 36         | 593                       |         | 64        | 413       | 467        |
| 2000 | 156.797     | 159.124     | 98,5        | 264        | 229        | 35         | 593                       |         | 62        | 411       | 462        |
| 2001 | 161.592     | 165.267     | 97,8        | 263        | 228        | 35         | 614                       |         | 62        | 395       | 453        |
| 2002 | 167.562     | 171.532     | 97,7        | 269        | 234        | 35         | 622                       |         | 59        | 392       | 471        |
| 2003 | 168.553     | 174.999     | 96,3        | 269        | 233        | 36         | 626                       |         | 59        | 375       | 471        |
| 2004 | 178.537     | 185.474     | 96,3        | 271        | 237        | 34         | 658                       |         | 52        | 372       | 469        |
| 2010 | 221.632     | 246.151     | 90,0        | 261        | 225        | 36         | 849                       |         | 75        | 322       | 471        |
| 2014 | 233.067     | 257.723     | 90,4        | 233        | 204        | 29         | 1.000                     |         | 66        | 287       | 470        |
| 2017 | 231.015     | 252.882     | 91,4        | 221        | 186        | 35         | 1.045                     | 1       | 54        | 281       | 470        |
| 2020 | 233.985     | 257.762     | 90,8        | 214        | 178        | 36         | 1.093                     |         | 50        | 242       | 469        |
| 2022 | 239.427     | 265.588     | 90,1        | 199        | 178        | 21         | 1.203                     |         | 38        | 167       | 469        |